# Stanisław Wężyk (duchowny)
Stanisław Wężyk (ur. 6 maja 1888 w Dobrej, zm. 10 czerwca 1966) – polski duchowny rzymskokatolicki, tajny szambelan papieski.
Syn Teofila Wężyka właściciela majątku Dobra. Uczył się w Królewskim Gimnazjum w Ostrowie oraz w gimnazjum w Śremie. Maturę zdał w 1907. Studiował we Wrocławiu, Poznaniu, Gnieźnie. Święcenia przyjął 11 lutego  1912 z rąk biskupa Wilhelma Kloske. Dziekan stęszewski. Odznaczony medalem Pro Ecclesia et Pontifice. Od 1947 tajny szambelan papieski Piusa XII, od 1959 tajny szambelan papieski Jana XXIII. Pochowany w Stęszewie.